# Satyrus bianor
Satyrus bianor är en fjärilsart som beskrevs av Grum-grshimailo 1891. Satyrus bianor ingår i släktet Satyrus och familjen praktfjärilar. Inga underarter finns listade.